# Stazione di Shizuoka
La stazione di Shizuoka (静岡駅 Shizuoka-eki?) è la principale stazione della città di Shizuoka, nella prefettura omonima.
La stazione è servita dalle linee del Tōkaidō Shinkansen e la linea principale Tōkaidō, ed è gestita da JR Central.

## Storia
La stazione venne aperta nel febbraio 1889, una volta completata la sezione che connetteva Shizuoka a Kōzu della linea principale Tōkaidō. In questo giorno era prevista una sontuosa cerimonia di inaugurazione, ma un incendio nei paraggi che distrusse oltre mille edifici la fece cancellare. Due ulteriori ricostruzioni della stazione avvennero nel 1907 e nel 1935. Lo Shinkansen arrivò nel 1964, e tre anni dopo lo scalo merci venne spostato nella stazione di Higashi-Shizuoka. Alla fine degli anni settanta la stazione subì importanti lavori di espansione dove, analogamente alla stazione di Hamamatsu i binari della linea storica vennero elevati a pari livello con quelli del Tōkaidō Shinkansen. Nel 1981 venne completato il centro commerciale "Parche". Dal 2006 al 2008 la stazione venne ulteriormente riqualificata con la costruzione di attraversamenti pedonali attorno alla stazione e diversi ristoranti.
Nell'ottobre 2006 per un incidente un uomo cadde nei binari di fronte a un treno Shinkansen, perdendo la vita.

## Linee
- JR Central
  - Tōkaidō Shinkansen
  - Linea principale Tōkaidō

## Intorno alla stazione
- Municipio di Takasaki
- Statua di Tokugawa Ieyasu (徳川家康像) (Uscita NORD, davanti alla stazione)
- Castello di Sumpu (駿府城, Uscita NORD, 10 minuti a piedi[2])
  - Giardino di Momijiyama (紅葉山庭園, Uscita NORD, 15 minuti a piedi[3])
- Aoi Tower (葵タワー, Uscita NORD, davanti alla stazione[4])
  - Shizuoka City Museum of Art (静岡市美術館, Uscita NORD, 3 minuti a piedi[5])

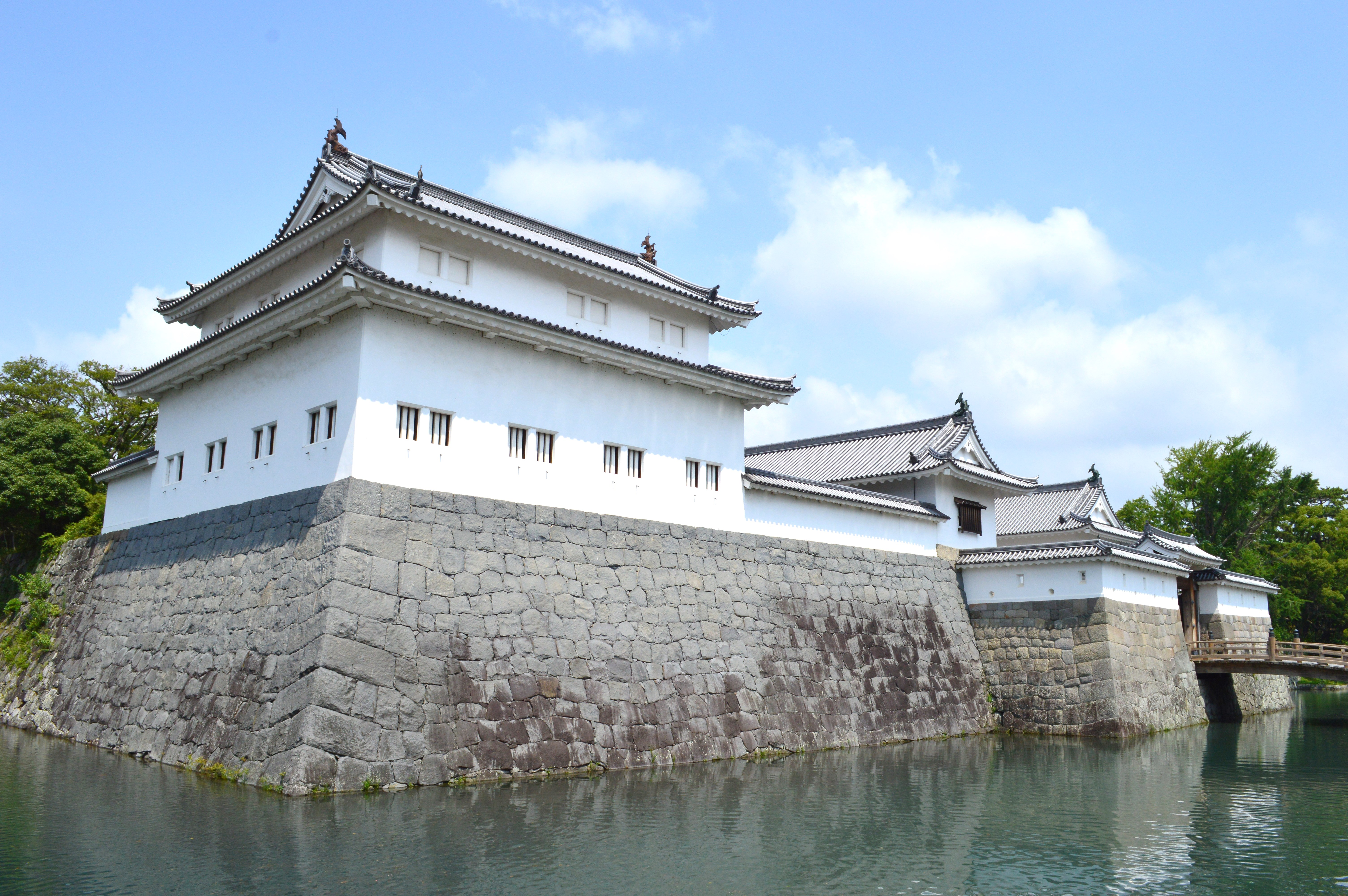
Castello di Sumpu